# Kamienica Jacoby’ego w Kętrzynie
Kamienica Jacoby’ego w Kętrzynie – zabytkowa kamienica w Kętrzynie. Należała do żydowskiego kupca Carla Jacoby’ego. W budynku działał sklep odzieżowy Jacoby’ego, który w 1934 został wykupiony przez Paula Solty'ego, dotychczasowego pracownika sklepu oraz mieszkańca kamienicy. Od 1987 kamienica widnieje w rejestrze zabytków. Współcześnie parter i pierwsze piętro budynku zajmują powierzchnie sklepowe, w tym sklep odzieżowy.